# 杨红樱
杨红樱（1962年5月12日—），四川成都人，中国大陆儿童文学作家，中国作家协会会员，四川省作协副主席，成都文联副主席。其作品销量已超过5000万册，并被翻译为英文、韩文、泰文、德文、西班牙文等语言。杨红樱所著的儿童文学《淘气包马小跳》系列自2003年出版以来，受到了大陆小学生的喜爱，累计销量超过3000万册。其作品一直坚持“教育应该把人性关怀放在首位”的理念，在中小学校产生了广泛的影响，被誉为“中国童书皇后”。

## 生平
1962年出生于四川成都，1982年参加工作，历任成都人民北路小学语文教师，成都出版社编辑，成都《青年作家》杂志副编审。
1984年开始发表作品，1998年加入中国作家协会。
2000年，她出人意料地停止了童话写作，开始运用日记体小说形式，记录下自己女儿告别童年，由小女孩成长为少女的生命图景。
2007年，作品《淘气包马小跳》系列被哈珀·柯林斯集团购买，在全球发行多语种版。
2008年，作品《笑猫日记》系列被哈珀·柯林斯集团购买，在全球发行的英语、法语、意大利语、西班牙语和韩语的著作版权。
2010年，获第五届中国作家富豪榜首富。

## 评价

### 正面评价
- 中国作家协会副主席高洪波认为，杨红樱是一位有潜质的儿童文学作家，一位对社会有爱心、对民族有责任感、对所写的孩子有认同感的作家，期待杨红樱能够更加努力地探索为孩子写作的秘密，写出更多更好的作品，不但给孩子带来“阅读快感”，也能给一代儿童留下“阅读记忆”[9]。

- 中国青少年研究中心副主任孙云晓认为，杨红樱的作品十分关注儿童的人格塑造，探析成人世界与儿童世界之间的隔膜、误区，倡导理解与沟通，让孩子拥有健康、和谐、完美的童年，具有重要的教育学价值[9]。

### 负面评价
- 童话作家林一苇认为，杨红樱的作品看不出丝毫语言美。并且质疑其写作是为迎合孩子们的需求，而童话是需要引导的[10]。

## 主要作品
- 《淘气包马小跳》系列
- 《笑猫日记》系列
- 《女生日记》
- 《男生日记》